# British Touring Car Championship 1998

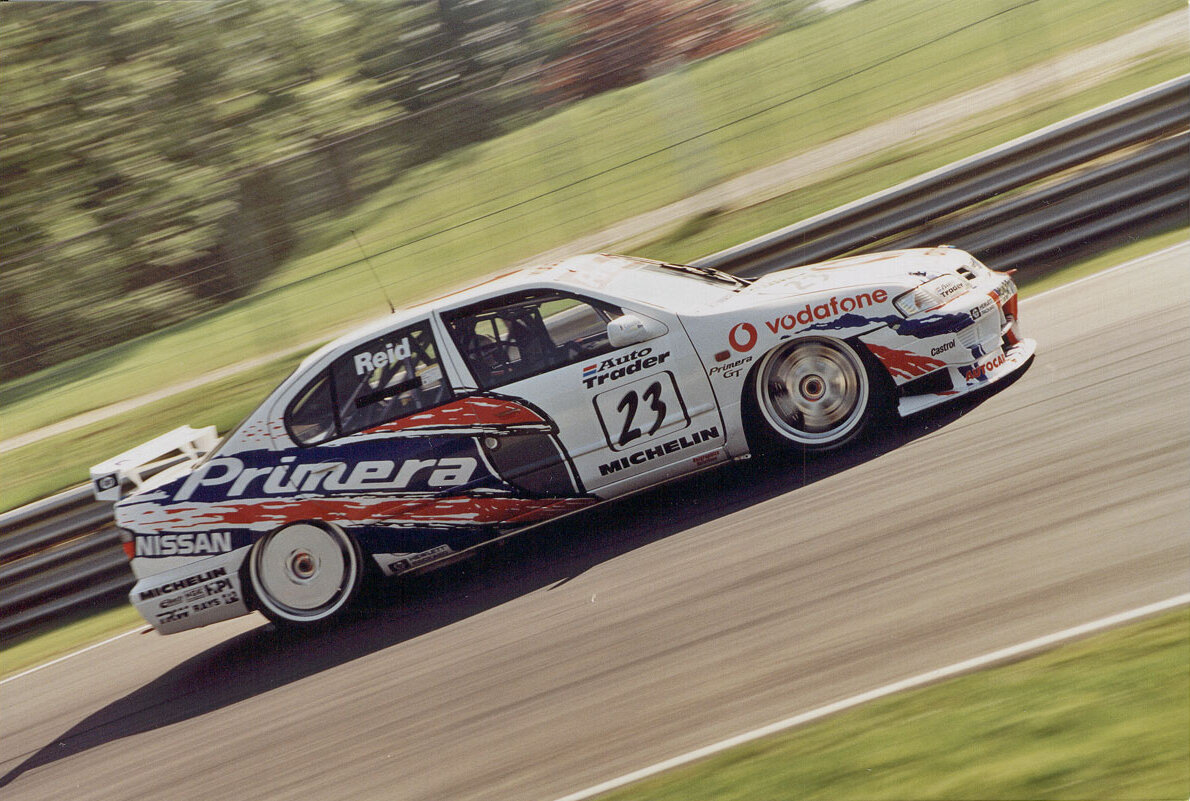
Anthony Reid slutade på andra plats i mästerskapet.

Auto Trader RAC British Touring Car Championship 1998 var den 41:a säsongen av det brittiska standardvagnsmästerskapet, British Touring Car Championship. Säsongen bestod av 26 race, och vanns av svensken Rickard Rydell i en Volvo S40. Privatförarcupen vanns av Tommy Rustad.

## Tävlingskalender
| Bana                            | Segrare (Race 1) | Märke    | Segrare (Race 2) | Märke    |
| ------------------------------- | ---------------- | -------- | ---------------- | -------- |
| Thruxton Circuit                | Rickard Rydell   | Volvo    | Alain Menu       | Renault  |
| Silverstone Circuit             | David Leslie     | Nissan   | Will Hoy         | Vauxhall |
| Donington Park                  | John Cleland     | Vauxhall | David Leslie     | Nissan   |
| Brands Hatch                    | Rickard Rydell   | Volvo    | Rickard Rydell   | Volvo    |
| Oulton Park                     | Alain Menu       | Renault  | Jason Plato      | Renault  |
| Donington Park                  | Anthony Reid     | Nissan   | John Cleland     | Vauxhall |
| Croft Circuit                   | James Thompson   | Honda    | Rickard Rydell   | Volvo    |
| Snetterton Motor Racing Circuit | James Thompson   | Honda    | Anthony Reid     | Nissan   |
| Thruxton Circuit                | Anthony Reid     | Nissan   | Alain Menu       | Renault  |
| Knockhill Racing Circuit        | Anthony Reid     | Nissan   | Derek Warwick    | Vauxhall |
| Brands Hatch                    | Anthony Reid     | Nissan   | Rickard Rydell   | Volvo    |
| Oulton Park                     | James Thompson   | Honda    | Anthony Reid     | Nissan   |
| Silverstone Circuit             | James Thompson   | Honda    | Anthony Reid     | Nissan   |

## Slutställning
| Plats | Förare         | Märke    | Poäng |
| ----- | -------------- | -------- | ----- |
| 1     | Rickard Rydell | Volvo    | 254   |
| 2     | Anthony Reid   | Nissan   | 239   |
| 3     | James Thompson | Honda    | 203   |
| 4     | Alain Menu     | Renault  | 187   |
| 5     | Jason Plato    | Renault  | 163   |
| 6     | David Leslie   | Nissan   | 148   |
| 7     | Yvan Muller    | Audi     | 110   |
| 8     | John Cleland   | Vauxhall | 106   |
| 9     | Derek Warwick  | Vauxhall | 70    |
| 10    | Will Hoy       | Vauxhall | 69    |